# Oxted
Oxted este un oraș în comitatul Surrey, regiunea South East, Anglia. Orașul se află în districtul Tandridge a cărui reședință este.